# Citrusminerarmal
Citrusminerarmal, Phyllocnistis citrella är en fjärilsart som beskrevs av Henry Tibbats Stainton 1856. Citrusminerarmal ingår i släktet Phyllocnistis och familjen styltmalar, Gracillariidae. 
Citrusminerarmal kommer ursprungligen från Asien och är spridd över stora delar av kontinenten. Arten har med människans aktiviteter spritt sig till mer eller mindre samtliga områden där det odlas citrusväxter. Vilket innefattar stora delar av Afrika, Syd- och Mellanamerika, USA och Oceanien. (Arten är noterad i följande länder/områden: Förenade Arabemiraten, Afghanistan, Argentina, Australien, Belgien, Bermudas, Brasilien, Bahamas, Belize, Kina, Colombia, Costa Rica, Korallhavsöarna, Kuba, Cypern, Dominikanska republiken, Algeriet, Ecuador, Egypten, Spanien, Etiopien, Frankrike, Storbritannien, Grekland, Guam, Hongkong, Honduras, Indonesien, Israel, Indien, Irak, Iran, Italien, Jamaica, Jordanien, Japan, Kambodja, Sydkorea, Caymanöarna, Libanon, Sri Lanka, Libyen, Marocko, Myanmar, Malta, Mauritius, Mexiko, Malaysia, Nicaragua, Nederländerna, Oman, Panama, Papua Nya Guinea, Filippinerna, Pakistan, Puerto Rico, Portugal, Réunion, Saudiarabien, Salomonöarna, Serbien och Montenegro, Sudan, Syrien, Swaziland, Thailand, Tunisien, Turkiet, Taiwan, Tanzania, Ukraina, Amerikas förenta stater, Venezuela, Vietnam, Jemen, Sydafrika och Zimbabwe).
Inga underarter finns listade i Catalogue of Life.

## Bildgalleri

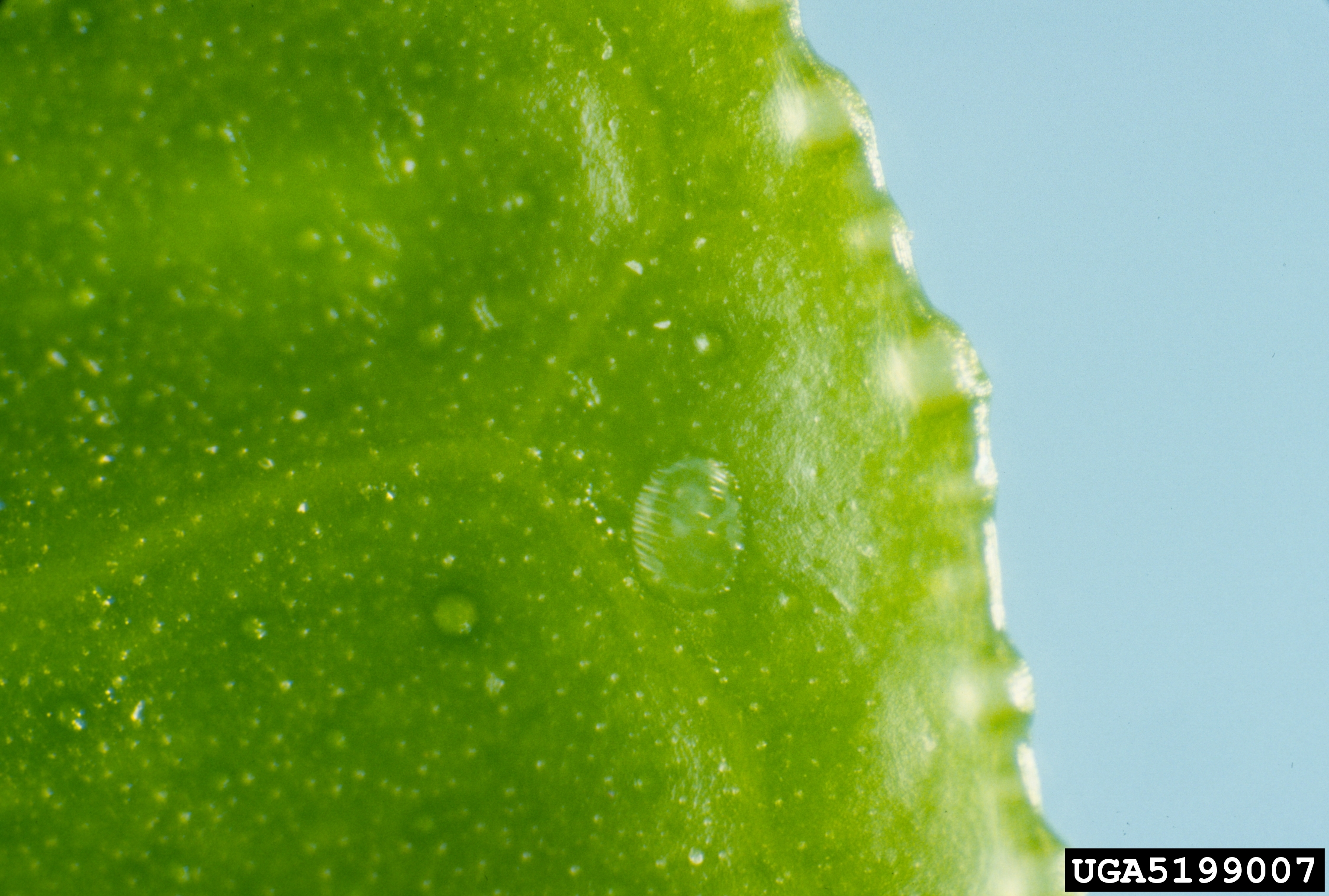
ägg
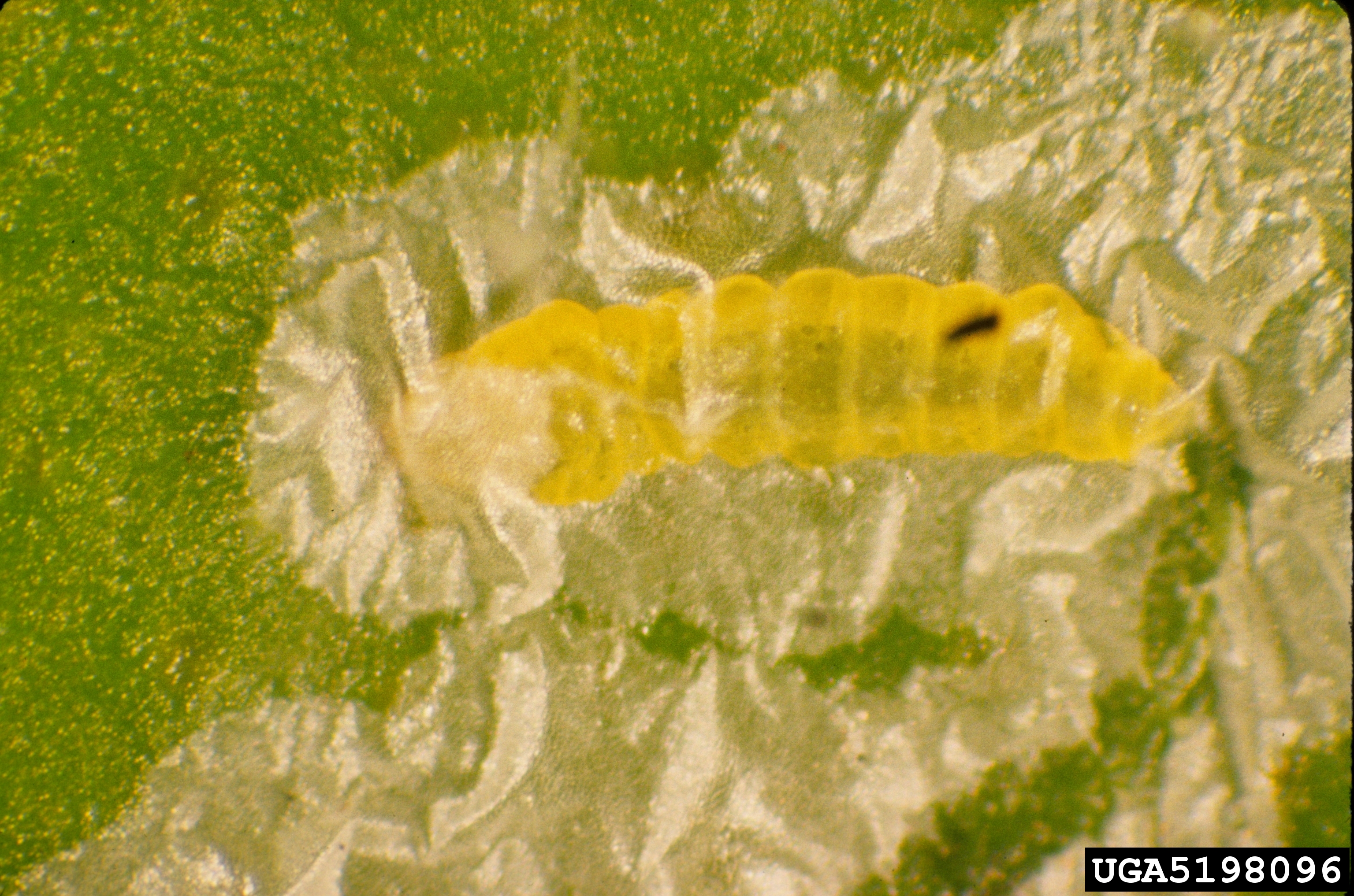
larv
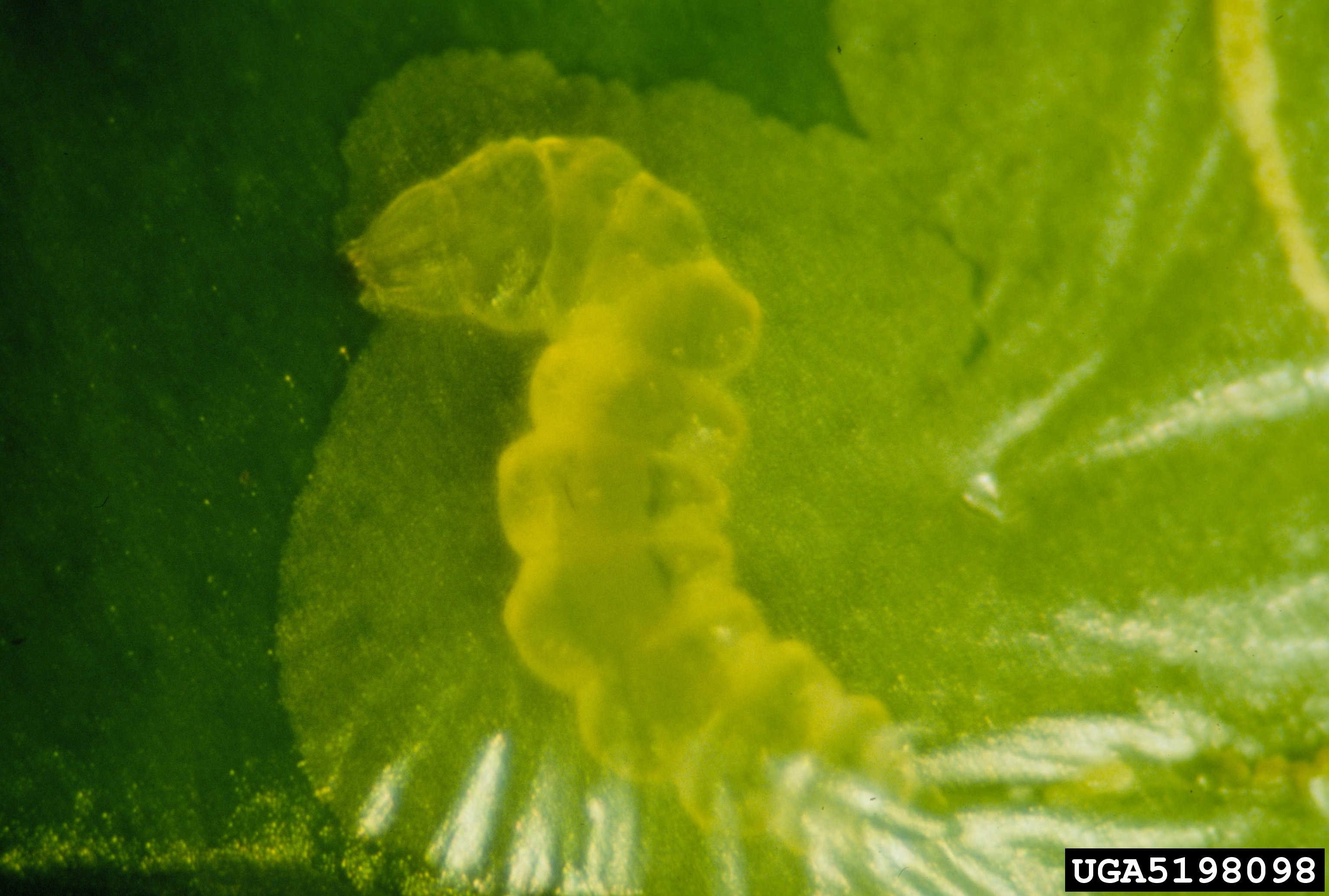
larv
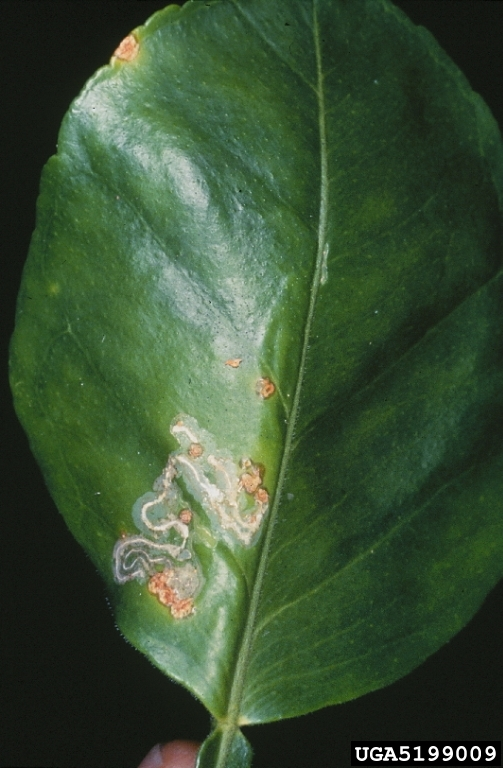
Mina
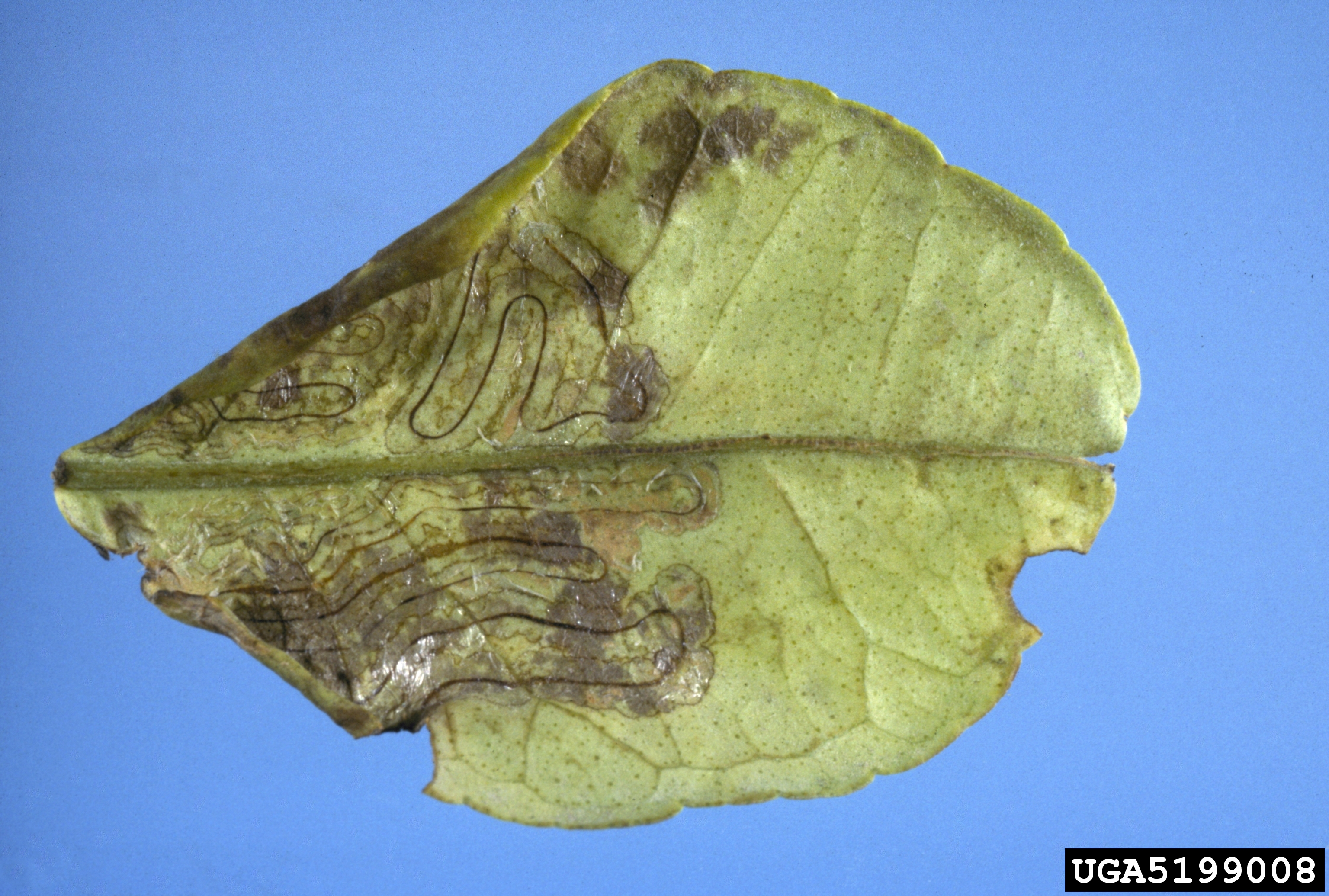
Mina
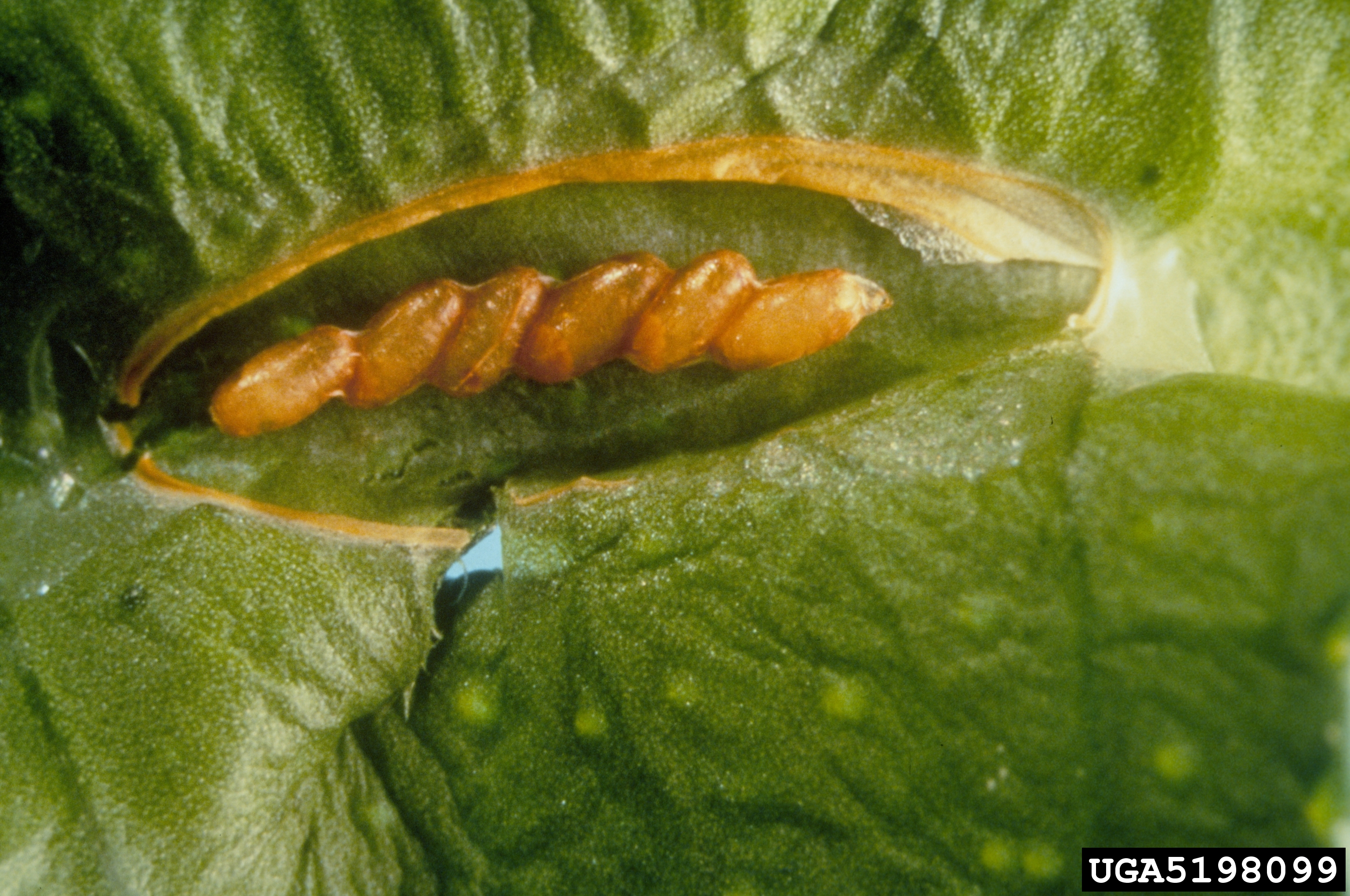
puppor
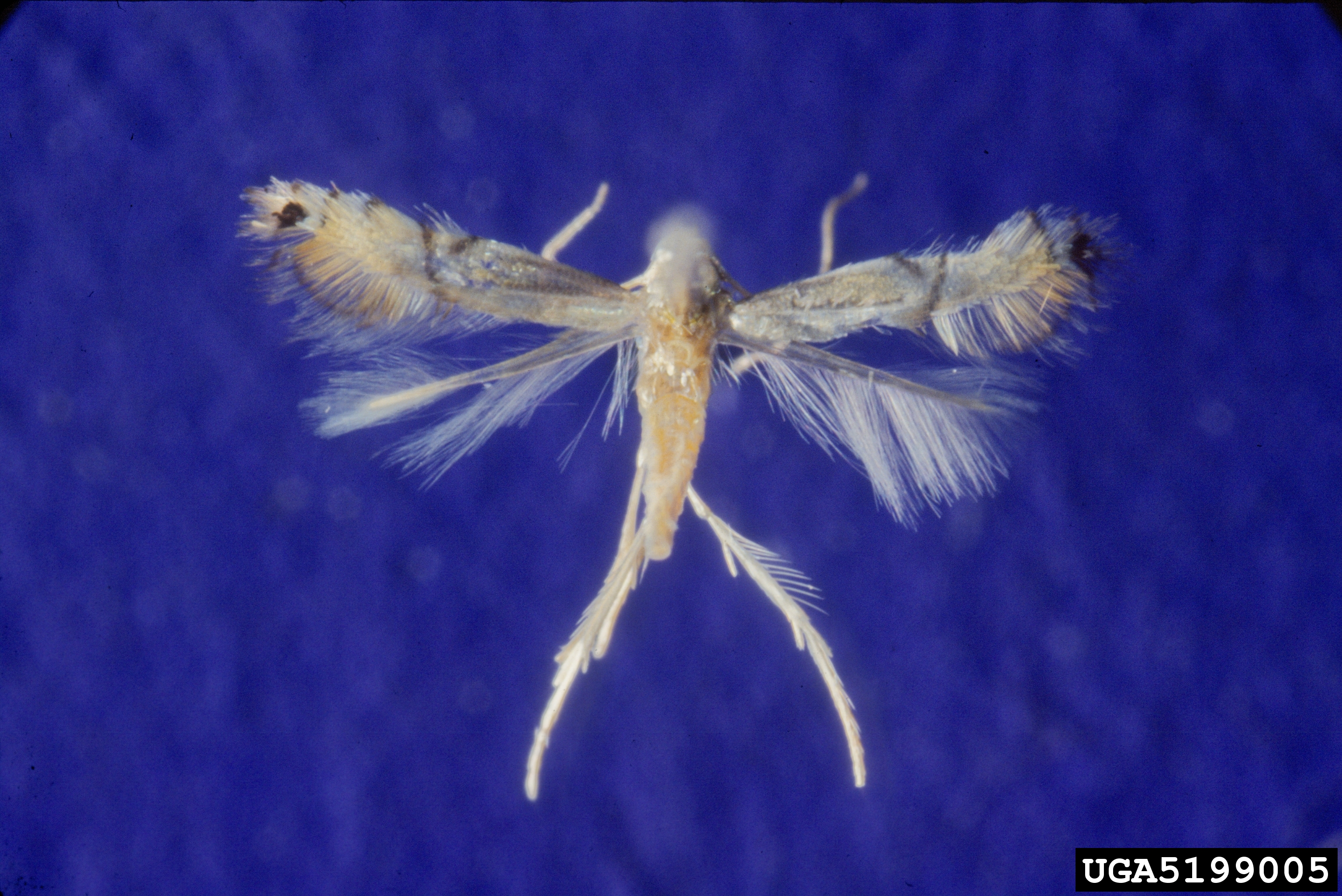
Preparerad fjäril
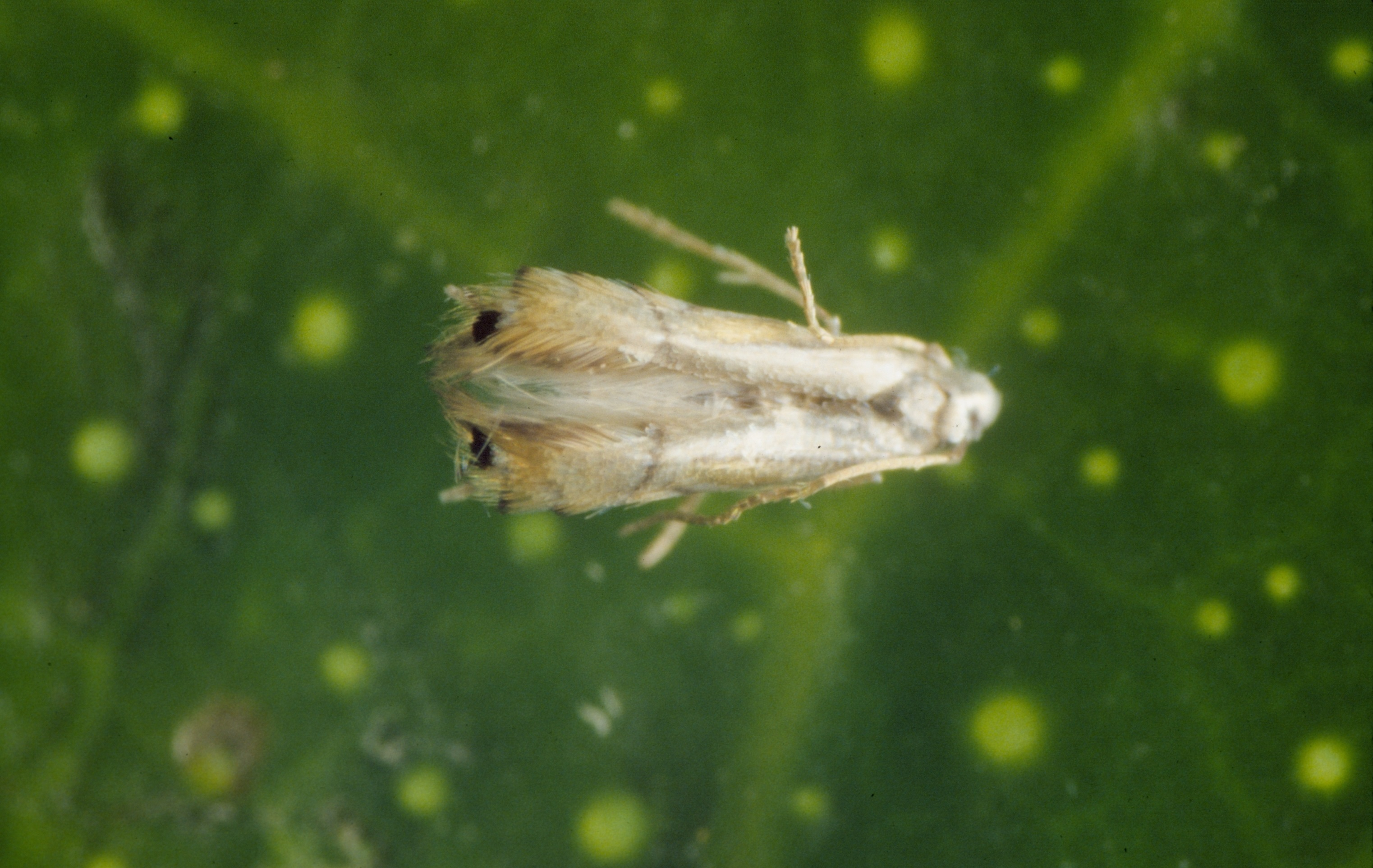
Imago fjäril